# Henry Neville (Ritter)
Sir Henry Neville of Heversham (* um 1437; † 1469) war ein englischer Ritter.

## Leben
Sir Henry war der Sohn von George Nevill, 1. Baron Latymer und Elizabeth, eine Tochter des Richard Beauchamp, 13. Earl of Warwick.
Er war ein Cousin ersten Grades von Richard Neville, 16. Earl of Warwick und den drei York Brüdern Eduard IV., George Plantagenet, 1. Duke of Clarence und Richard III.
Sir Henry kämpfte während der Rosenkriege 1464 für das Haus York bei den Schlachten von Hedgeley Moor und Hexham.
Als sein Cousin, der Earl of Warwick, gegen den König Eduard IV. rebelliert, wechselte auch Sir Henry die Seite und kämpfte am 26. Juli 1469 bei der Schlacht von Edgecote Moor als einer der Kommandeure unter Führung des Sir John Conyers.
Sir Henry geriet in Gefangenschaft und wurde noch am selben Tag hingerichtet.
Er hat seine letzte Ruhestätte in der Beauchamp Chapel der Kirche St. Mary in Warwick.

## Ehe und Nachkommen
Sir Henry war verheiratet mit Joan, eine Tochter des John Bourchier, 1. Baron Berners
Das Paar hatte zumindest zwei Söhne:
- Richard, 2. Baron Latymer[1][8]
- Thomas[8]